# 高雄統子
高雄 統子（たかお のりこ）は、日本の女性アニメーション演出家、アニメーション監督。京都アニメーションで原画・絵コンテ・演出を手掛けたのち、フリーランスになる。

## 参加作品

### テレビアニメ
2000年
- 犬夜叉（動画）

2005年
- フルメタル・パニック! The Second Raid（原画）
- AIR（原画・動画）

2006年
- 涼宮ハルヒの憂鬱（原画）
- Kanon（演出・演出補・OP原画・原画）

2007年
- CLANNAD -クラナド-（絵コンテ・演出・原画）
- らき☆すた（絵コンテ・演出・原画）

2008年
- CLANNAD 〜AFTER STORY〜（絵コンテ・演出・原画）

2009年
- 涼宮ハルヒの憂鬱【2009年新作分】（絵コンテ・演出・原画）
- けいおん!（絵コンテ・演出・原画・ED原画）

2010年
- けいおん!!（絵コンテ・演出・原画・ED原画）

2011年
- THE IDOLM@STER（シリーズ演出・絵コンテ・演出・原画・ED絵コンテ/演出/レイアウト/原画）

2015年
- アイドルマスター シンデレラガールズ（監督・シリーズ構成・絵コンテ・演出・原画・第二原画・OP絵コンテ・ED絵コンテ/演出/レイアウト）

2016年
- Occultic;Nine -オカルティック・ナイン-（絵コンテ・演出・原画）

2018年
- ダーリン・イン・ザ・フランキス（絵コンテ・演出・原画・第二原画・#13:ED文）

2019年
- Fate/Grand Order -絶対魔獣戦線バビロニア-（絵コンテ・演出）

### 劇場アニメ
2010年
- 涼宮ハルヒの消失（絵コンテ・演出・原画）

2013年
- 聖☆おにいさん（監督・絵コンテ・演出・原画）

2014年
- THE IDOLM@STER MOVIE 輝きの向こう側へ!（シリーズ演出・絵コンテ・演出・原画）

### OVA
2005年
- MUNTO～時の壁を越えて（原画）

2008年
- らき☆すたOVA（演出）

2012年
- 聖☆おにいさん（監督・絵コンテ・演出）